# Feistritz bei Anger
Feistritz bei Anger là một đô thị thuộc huyện Weiz thuộc bang Steiermark, nước Áo. Đô thị Feistritz bei Anger có diện tích 8,04 km², dân số thời điểm cuối năm 2005 là 1095 người.